# Sojuz TMA-8
Sojuz TMA-8 – misja rosyjskiego statku kosmicznego Sojuz. Dwudziesta dziewiąta załogowa wizyta na pokładzie Międzynarodowej Stacji Kosmicznej.
W skład załogi weszło dwóch członków trzynastej, stałej misji oraz Brazylijczyk Marcos Pontes. Do 8 grudnia 2005 w planowanym składzie załogi znajdował się amerykański astronauta Daniel Tani. Z powodu braku postępów w nauce języka rosyjskiego został on zastąpiony przez dublera Jeffreya Williamsa. Ostatni stały członek załogi trzynastej – astronauta ESA (z Niemiec) Thomas Reiter dotarł na stację na pokładzie amerykańskiego wahadłowca w ramach misji STS-121 w lipcu 2006 roku.
Start statku Sojuz TMA-8 nastąpił z kosmodromu Bajkonur w Kazachstanie 30 marca 2006 o 2:30:20 UTC. Połączenie z Międzynarodową Stacją Kosmiczną nastąpiło zgodnie z planem o 4:19 1 kwietnia 2006. Około 6:00 właz do stacji został otwarty i nowa załoga weszła na jej pokład.
Astronauci Pawieł Winogradow i Jeffrey Williams zastąpili na pokładzie 12. stałą załogę stacji, Walerija Tokariewa i Williama McArthura, którzy razem z Marcosem Pontesem powrócili na Ziemię 8 kwietnia na pokładzie Sojuza TMA-7.
4 maja 2006 przy pomocy silników statku transportowego Progress M-56 podniesiono orbitę kompleksu o 3 km.
1 czerwca 2006 Winogradow i Williams przez ponad 6,5 godziny pracowali na zewnątrz stacji kosmicznej. Podczas EVA pracowali na powierzchni modułów Zwiezda i Zarja demontując niektóre przyrządy naukowe oraz remontując m.in. system zaopatrujący stację w tlen.
Od 6 do 15 lipca załoga Sojuza TMA-8 pracowała wspólnie z astronautami z misji STS-121, którzy przybyli na Międzynarodową Stację Kosmiczną promem Discovery. Na ISS pozostał Thomas Reiter. W ten sposób stała załoga stacji (w tym przypadku ekspedycja 13) ponownie zaczęła liczyć trzech astronautów tak, jak miało to miejsce podczas poprzednich ekspedycji przed katastrofą promu Columbia.
3 sierpnia 2006 podczas EVA-2 astronauci Williams i Reiter pracowali przez blisko 6 godzin na zewnątrz ISS. W tym czasie m.in. zainstalowali na powierzchni modułu Quest eksperymenty materiałowe MISSE 4 i 5 (Materials International Space Station Experiment) oraz zainstalowali kamerę podczerwieni. Poza tym wykonali szereg czynności przygotowawczych do kolejnych planowanych spacerów kosmicznych.